# Emerald Sword
Emerald Sword è un singolo del gruppo musicale power metal neoclassico italiano Rhapsody ed è probabilmente anche la loro canzone più famosa. Ne esiste una versione in formato CD in edizione limitata di 5 000 copie e una versione in formato LP, sempre in edizione limitata di 5.000.
La traccia Where Dragons Fly è contenuta solo in questo singolo e in nessun altro album della discografia della band.

## Tracce
1. Emerald Sword – 4:20
2. Where Dragons Fly – 4:32
3. Land of Immortals (Remake Version) – 4:51

## Formazione
- Fabio Lione - voce
- Luca Turilli - chitarra
- Alessandro Staropoli - tastiere
- Alessandro Lotta - basso
- Daniele Carbonera - batteria

## Cover
Il gruppo musicale italiano Nanowar of Steel ha registrato una parodia del brano intitolata Emerald Fork.